# Nikolai Zinin
Nikolai Nikolaevich Zinin (em russo:  Никола́й Никола́евич Зи́нин; Shusha, Azerbaijão, 25 de agosto de 1812 in Shusha – São Petersburgo, 18 de fevereiro de 1880) foi um químico russo.
Participou do Congresso de Karlsruhe de 1860.

## Trabalho
Ele é conhecido pela chamada reação de zinina ou redução de zinina, na qual nitro aromas como o nitrobenzeno são convertidos em aminas por redução com sulfetos de amônio. Em 1842, o Zinin desempenhou um papel importante na identificação da anilina.

## Publicações (selecionadas)
- N. Zinin (1839): Beiträge zur Kenntnis einiger Verbindungen aus der Benzoylreihe. In: Annalen der Pharmacie. 31 (3): 329–332.
- N. Zinin (1840): Über einige Zersetzungsprodukte des Bittermandelöls. In: Annalen der Pharmacie. 34 (2): 186–192
- N. Zinin (1842): Beschreibung einiger neuer organischer Basen, dargestellt durch die Einwirkung des Schwefelwasserstoffes auf Verbindungen der Kohlenwasserstoffe mit Untersalpetersäure. In: Journal für Praktische Chemie. 27 (1): 140–153.